# Хоррамшахр (ракета)
Хоррамшахр (перс. خرمشهر), названа на честь міста Хорремшехр в Ірані, є балістичною ракетою середньої дальності, яку Іран випробував у січні 2017 року. З діапазоном від 1000 до 2000 км, вона може нести 1800 кг бойової частини і має довжину 13 м.

## Огляд
Щотижневик Jane's Defense Weekly і Центр стратегічних і міжнародних досліджень заявили, що це іранська версія північнокорейської Hwasong-10. Північна Корея продала Ірану версію цієї ракети під позначенням БМ-25. Число 25 означає дальність польоту ракети 2500 км. Іран заявив, що зменшив розмір ракети порівняно з початковою версією, зменшивши масу палива та радіус дії. Такий діапазон охоплює цілі в Ізраїлі, Єгипті та Саудівській Аравії, а також членах НАТО Румунії, Болгарії та Греції, якщо вести вогонь із Західного Ірану.
Командувач аерокосмічним підрозділом КВІР бригадний генерал Амір Алі Гаджизаде заявив, що Іранський варіант «став менше за розмірами і більш тактичним», що може пояснити меншу дальність польоту ракети. Друга теорія стверджує, що іранські чиновники не хочуть викликати занепокоєння в Європі щодо своєї ракетної програми і навмисно занижують дальність польоту. Майкл Еллеман (Michael Elleman) з IISS сказав, що Іран сьогодні, ймовірно, має здатність долати початкову дальність в 1000—2000 кілометрів за допомогою своєї балістичної ракети «Хоррамшахр», хоча він вирішив обмежити її дальність, встановивши на неї більш важку боєголовку в ході випробувань.
Через велике корисне навантаження він потенційно може нести ядерні боєголовки.Вважаючи його розміри незрозуміло, чи зможе він нести кілька ядерних боєголовок.
Потужність цих ракет, дальність польоту, боєголовки і ракетні установки різні. У ракеті «Хоррамшахр» є невеликий газовідвід, відокремлений від великого в центрі, для управління ракетою без крил. Газовідвідна модель ракети «Хоррамшахр» більше схожа на «Хвасон-12»
Бригадний генерал Амір Алі Гаджизаде, командувач повітряно-космічними силами КВІР, заявив, що «Хоррамшахр» — це ракета з роздільною боєголовкою.

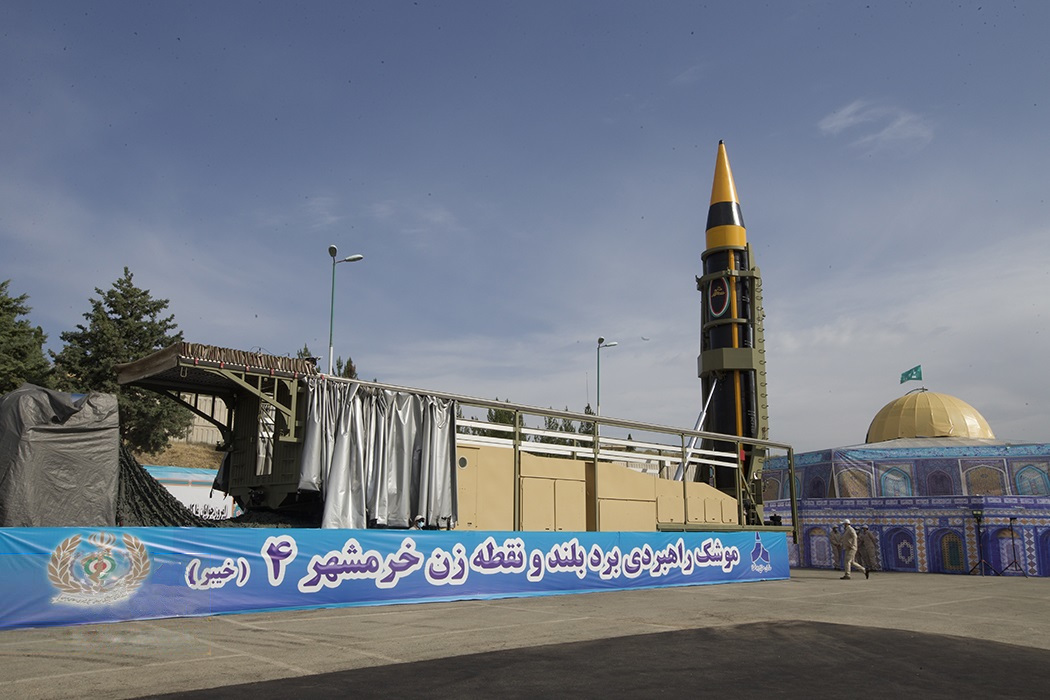
Балістична ракета «Хоррамшахр-4»

«Хоррамшахр-4» був представлений 25 травня 2023 року. Повідомляється, що новий варіант має дальність дії 2000 км з боєголовкою вагою 1500 кг. Він оснащений більш досконалим двигуном, що використовує гіперголічне паливо, яке може зберігатися в баках роками, що скорочує час підготовки до запуску до 12 хвилин. Для нового палива потрібні баки меншого розміру, що скорочує рухову частину приблизно до 13 м, а боєголовка збільшує довжину ракети приблизно на 4 м. Він має корпус, виготовлений з більш міцного композитного матеріалу, і навігаційну систему середньої фази, яка дозволяє йому коригувати свій курс, перебуваючи за межами атмосфери, тому він не залежить від термінального наведення, яке може бути порушено системами радіоелектронної боротьби.

## Історія
Повідомляється, що "Хоррамшахр" була вперше випробувана 29 січня 2017 року, пролетівши близько 950 км, перш ніж вибухнути. У серпні 2020 року була повторно протестована на невеликому транспортному засобі (RV), що збільшило її дальність.

## Варіанти
- Хоррамшахр-1
- Хоррамшахр-2
- Хоррамшахр-3
- Хейбар (Хоррамшар-4)